# Bangana lemassoni
 Bangana lemassoni és una espècie de peix cipriniforme de la família dels ciprínids.

## Morfologia
Els mascles poden assolir els 30 cm de longitud total.

## Distribució geogràfica
Es troba a Laos, Vietnam i Xina (Yunnan).